# Popelka nazaretská
Popelka nazaretská je lyricko-epické básnické dílo od autora Václava Renče. Báseň byla napsána mezi lety 1951–1962, vydána byla však až roku 1969. Báseň jasně odráží barokní charakter a jedná se o nejznámější autorovo dílo. Je to jediné z jeho mariánských děl, které mohlo v Čechách vyjít v knižní podobě za jeho života. Skládá se z 35 zpěvů, 1752 veršů a nejznámější je v dramatickém podání Radovana Lukavského.

## Vznik
Báseň vznikla ve věznici Leopoldov, kde byl Václav Renč na začátku padesátých let vězněn po odsouzení na 25 let za protesty proti komunismu (v rámci tzv. Procesů se Zelenou internacionálou). Vězni tehdy neměli k dispozici papír ani tužku, a tak části básně uchovávaly pouze v paměti spoluvězňů. Autor popisuje utrpení hrnoucích se nápadů, které nemohl zaznamenat. Navzdory všem zákazům se přeci jednou Renč k papíru a tužce ve vězení dostal a celý text sepsal. Ovšem nezůstal nepotrestán. Sepsanou báseň jeho spoluvězeň, který zde pracoval jako zedník, zazdil ve vězeňské nemocnici. Zedník však neudržel tajemství za vyhlídkou výhod. Porušení zákazu přineslo Renčovi rok na samotce. Báseň se podařilo propašovat ven z vězení prostřednictvím tajných zpráv, předaných při návštěvách. Renč byl propuštěn v květnu 1962 na amnestii.  Renč po propuštění z vězení báseň významně neupravoval. V dopise literárnímu kritikovi Jaroslavu Medovi napsal:  „Vychází tak, jak mi v těch samotách byla darována, zcela doslovně darována, proto jsem se neodvážil změnit, když šla do tisku, ani slůvko, třeba by se zdálo (a mně prvnímu), že tu onde by byla na místě menší korektura.“ 

## Obsah
Hlavní myšlenkou tohoto díla je oslava Panny Marie a osudy Ježíše Krista. Námětem byl Starý a Nový zákon z Bible. Popelka nazaretská začíná vyhnáním Adama a Evy z ráje a pokračuje do doby Ježíše Krista. Jedním z hlavních motivů je Mariin život a její poslání. Renč Marii zobrazuje nejen jako svatou, ale také jako lidskou a citlivou bytost. Velký důraz je kladen na mateřskou lásku a bolest, kterou Marie prožívá při pohledu na ukřižovaného syna.  Dílo popisuje Marii od jejího dětství, až po smrt a její vzkříšení. Dílo nám popisuje Marii od jejího narození, přes Boží zvěstování, zasnoubení s Josefem, narození Ježíše, k žalu trpící matky, až k její smrti. Skladba začíná Preludiem (Nalezená píseň mluví k duši) a zakončuje jí Dozpěv (Darovaná píseň za jitra se modlí).
Báseň začíná v Nazaretě, kde je vnímána jako obyčejná žena, která však žije ve spojení s Bohem. Její víra jí umožňuje stát se matkou Božího syna. Při zvěstování anděla se Marie dozvídá, že porodí Božího syna. Dílo popisuje její mateřskou roli, ale také hlavně utrpení, které prožívá hlavně při ukřižování jejího syna. Báseň končí oslavou její věrnosti. Marie je vzor pro ty, co hledají spojení s Bohem.
Název je spojením pohádkového motivu s křesťanským příběhem. Pojmenování Panny Marie Popelkou vychází z několika podobností. Korespondují například stylem života (v chudobě), ale i povahovými rysy. Obě dvě jsou obětavé, laskavé, tiché a skromné.

## Jazykové prostředky
Celé dílo drží pravidelný (postupný) rým. Důležité je spojení pohádkových motivů s náboženskou tematikou. Postavy jsou přirovnávány k postavám pohádkovým. Například, Král – označuje Boha, Panna Marie je oslovována jako matka všech, palma ráje, hvězda nebo Nová Eva. A Ježíš jako světlo světla, rajský strom nebo Láska živá. Tato přirovnání pak tvoří autenticitu celého díla.